# 大村祐介
大村 祐介（おおむら ゆうすけ）は日本のグラフィックデザイナー、イラストレーター。元ゲームフリーク所属。

## 人物
ポケモンゲーム作品では『ポケットモンスター ダイヤモンド・パール』から参加。ポッチャマを初め、ミジュマル、フタチマル、ダイケンキのデザインも担当した。ゲームフリークを退職した後もポケモンのキャラクターやポケモンのデザインに関わりつつ、アニメのキャラクターデザインなどに進出して活躍の幅を広げている。
可愛らしい少女キャラクターが好みであると語っており、『ポケットモンスター スカーレット・バイオレット』のナンジャモのようなキャラクターを好んでいる 。

## 参加作品

### ゲーム
- ポケットモンスターシリーズ - グラフィックデザイン・ポケモンデザイン・キャラクターデザインなど
  - ポケットモンスター ダイヤモンド・パール（2006年9月28日、ニンテンドーDS）
  - ポケモンバトルレボリューション（2006年12月14日、Wii）
  - ポケットモンスター プラチナ（2008年9月13日、ニンテンドーDS）
  - ポケットモンスター ハートゴールド・ソウルシルバー（2009年9月12日、ニンテンドーDS）
  - ポケットモンスター ブラック・ホワイト（2010年9月18日、ニンテンドーDS）
  - ポケットモンスター ブラック2・ホワイト2（2012年6月23日、ニンテンドーDS）
  - ポケットモンスター X・Y（2013年10月12日、ニンテンドー3DS）
  - ポケットモンスター オメガルビー・アルファサファイア（2014年11月21日、ニンテンドー3DS）
  - ポケットモンスター サン・ムーン（2016年11月18日、ニンテンドー3DS）
  - ポケットモンスター ソード・シールド（2019年11月15日、Nintendo Switch）
  - ポケットモンスター スカーレット・バイオレット（2022年11月17日、Nintendo Switch）

### アニメ
- マジカパーティ（2021年）- メインキャラクターデザイン[2]
- シン・エヴァンゲリオン劇場版（2021年）- デザインワークス
- 機動戦士Gundam GQuuuuuuX（2025年） - デザインワークス[3]

### カードゲーム
- ポケモンカードゲーム - カードデザイン